# Strooiselstipspanner
De strooiselstipspanner (Idaea laevigata) is een nachtvlinder uit de familie Geometridae (spanners). 
De spanwijdte is ongeveer 20 millimeter. 